# ФК Бекешчаба
ФК Бекешчаба или скраћено Лилак (мађ. Békéscsaba 1912 Előre SE) је фудбалски клуб из Бекешчабе, Мађарска. Утакмице играју на домаћем вишенаменском стадиону Корхаз утца, капацитета 13.000 гледалаца.
Спортско друштво Бекешчаба Елере је у свом зениту обухватало преко 400 чланова, али најразвијенији и најпопуларнији огранак је фудбалски клуб овог друштва. Од свог оснивања па до данас овај фудбалски клуб је остао водећи по популарности и успеху у Бекешчаби. До прволигашког такмичења ФК Бекешчаба је успео да се попне 1974. године, са изузетком од две сезоне све до 1998. године је био стабилан члан прволигашког каравана. Свој највећи успех Бекешчаба је постигао 1988. године када је постао победник мађарског купа. Такође је био успешан у сезони 1993/94 када је у јакој конкуренцији од шеснаест клубова заузео трећу позицију само пет поена иза шампиона Ваца и два бода мање од другопласираног Хонведа. Те сезоне такође се може похвалити са највише постигнутих голова 68 и најбољом гол-разликом у читавој лиги +39 голова.
Од свог оснивања фудбалски клуб је дао велики број репрезентативаца од којих су најпознатији Игнац Амшел, Јожеф Пастор и Атила Керекеш.
Током 1991. године, због разних друштвено, економских и политичких догађаја у Мађарској, спортско друштво се распало и остао је само фудбалски огранак. Остали спортски огранци су се разишли свако у свом домену и финансијским могућностима.

### Промена имена клуба
- 1912.: Радничко друштво телесног одгоја Бекешчаба Елере,(Békéscsabai Előre Munkás Testedző Egyesület)
- 1948.: Спортски клуб Бекешчаба Елере,
- 1970.: Спортски клуб Бекешчаба Елере Спартак, (Békéscsabai Előre Spartacus SC)
- 1991.: Фудбалски клуб Бекешчаба Елере, (Békéscsabai Előre FC),
- 2005.: Спортско друштво Бекешчаба 1912 Елере,

## Историја клуба

### Почетне године[1]
У Бекешчаби је 22. октобра 1912. основано Радничко друштво телесног одгоја Бекешчаба Елере (Előre Munkás Testedző Egyesület). Само оснивање је најављено у мају месецу, правилник је усвојен 22. октобра а клуб је признат и регистрован у пролеће 1913. године. Почетни проблеми око организације и техникалности су довеле до тога да се само фудбалска секција клуба региструје. Оснивачке боје клуба су биле жуто беле али истовремено са регистрациојом клуба Елере званично је усвојено да боје клуба буду бело љубичасте. Фудбалски клуб је прву утакмицу одиграо против ФК Ђомаендред Кнера (Gyomaendrőd Kner SC) и крајњи резултат је био 1:0 за Бекешчабу.
Први репрезентативац из ФК Бекешчаба Елере је био Игнац Амшел, голман, који је 18. децембра 1922. године имао свој деби на утакмици Мађарска-Пољска.
Светска економска криза током двадесетих и тридесетих година двадесетог века се одразила и на спорт. Тако је 1933. године потиснут економским тешкоћама и новчаним дуговима привремено угашен фудбалски клуб Елере МТЕ.

### Послератне године
После Другог светског рата у Бекешчаби фудбал је преузео ФК Тереквеш (Törekvés SE) али су одмах 1946. на сва обележја клуба ставшена бело љубичаста боја и стари назив клуба Елере МТЕ. Током педесетих година клуб је понео нови назив Епитек (Építők) и играо под тим именом све до 1963. године када је опет враћено старо име Елере и клуб је почео да игра на свом новом и данашњем игралишту Стадион Корхази утца (Kórház utcai stadion) где су те године и саграђене клупске просторије.
Помоћу великих напора и ентузијазма, спортских радника, стигли су и први већи успеси у фудбалски клуб у Бекешчаби. Током друголигашке сезоне 1968. године ФК Бекешчаба Елере је стигао на крају сезоне на позицију шампиона друге мађарске лиге, испред тада веома јаког ФК Солнока, и пласирао се у тадашњу мађарску прву Б лигу. Те сезоне тим је на домаћем игралишту изгубио само један бод, и примио је укупно само 19 голова, што је било најмање од свих такмичарских група националних шампионата Мађарске.
Следећи важан датум у историји клуба је био 28. децембар 1970. године. Неколико мањих фудбалских екипа се удружило са ФК Елере и родио се СД Бекешчаба Елере Спартак (Békéscsabai Előre Spatacus Sport Club).
Ново спортско друштво је имало дванаест секција. По тадашњој ранг листи спортских клубова и друштава ФК Елере се налазио на 239. месту лествице у Мађарској. Са овим удруживањем разних клубова и секција ново спортско друштво СД Бекешчаба Елере Спартак се попео на завидно 12. место, једно од најбољих ако се рачунају само клубови ван оквира Будимпеште.

### Седамдесете и први велики успеси
После вишегодишњег играња у друголигашком рангу такмичења, 16 јуна 1974. године ФК Бекешчаба Елере је одиграо одлучујући сусрет и пред пет хиљада бучних гледалаца као гост у Сентандреја победио са 2:0 и тако себи обезбедио другу позицију на таблици иза Диошђера. Та друга позиција је обезбеђивала улазак у прву лигу. Прволигашко такмичење је донело праву фудбалску грозницу у Бекешчабу. Преплатне улазнице су разграбљене, стадион у Болничкој улици је експресно обновљен терен освежен новом травом и трибине покривене. Историјски датум за клуб је био 31. август 1974. године. На тај дан је одиграна прва прволигашка утакмица и то против вишеструкуг мађарског шампиона екипе МТК. Бело љубичасти су пожњели и прву прволигашку победу. Пред 16.000 навијача победили су фаворизованог противника са 3:1 и показали да се на ову екипу мора и те како рачунати.
Подршка навијача је те прве прволигашке сезоне био огромна. На утакмици против ФК Ференцвароша, популарног Фрадија, је присуствовало 22.000 гледалаца и домаћи тим је опет извојевао победу која се препричавала међу навијачима. Крајњи резултат је био 1:0 за Бекешчабу. Ипак поред свих ових звезданих тренутака опстанак у прволигашком такмичењу је и срећа играла улогу. Проширивање прве лиге је обезбедило опстанак у првој прволигашкој сезони. Следеће сезоне су донеле сигурније игре и више се није размишљало о опстанку већ о што бољем пласману на табели. Светско првенство у Шпанији је донело ново признање бекешчабанском фудбалу. Члан екипе Бекешчабе, Атила Керекеш је позван у репрезентацију. Та екипа Мађарске је остварила историјску победу од 10:1. против Салвадора. Керекеш је играо на утакмици против Белгије, када су играли нерешено 1:1. Следећа 1983. година је донела испадање из прволигашког такмичења, али се екипа брзо опоравила и већ следеће 1985. године је опет била у прволигашком такмичењу и као новодошли сезону је завршио на изванредном шестом месту.
Током сезоне 1987/88 умало да дође до непријатног изненађења по навијаче из Бекешчабе. Тим је на крају сезоне заузео 13. место и морао је да се бори за опстанак у првој лиги. Утакмица је одиграна у Дебрецину и победа од 2:0 је обезбедила нову прволигашку сезону.
Исте године, када се екипа борила за свој прволигашки опстанек, чета тренера Јаноша Чанка је стигла до финала мађарског купа. У изванредној утакмици, која је играна у Солноку, и са подршком од 4.000 верних навијача екипа тим из Бекешчабе је победио Хонвед (те сезоне шампион Мађарске) са резултатом 3:2. Голове за ФК Елере Спартак су постигли Чернуш  60’; Груборовић  69’; и Чато  80’. Овом победом је фудбалски клуб из Бекешчабе остварио свој највећи успех до тада и понео титулу победника мађарског купа. Као победник домаћег купа екипа из Бекешчабе је добила прилику да игра званичне утакмице у Европи. Свој први интернационални наступ Бекешчаба је имала у Купу победника купова на утакмицама против Норвешког фудбалског клуба Бринен и победила је са укупним скорем од 4:2 (3-0, 1-2). У следећем колу ФК Бекешчаба се намерила на турског прволигаша Сакаријаспора и изгубила у укупном скору са 1:2 (0:2, 1:0) и тако завршила своју прву европску турнеју.
После ових, за овај тим, изванредних успеха наступили су тренуци опуштања и тим је после сезоне 1990/91. морао због слабих резултата да напусти прволигашко такмичење.

### Деведесете
Друштвене и економске промене које су се дешавале током деведесетих у Европи и Мађарској додирнуле су и клуб. Финансије су толико оптеретиле Елере Спартак да су капије клуба морале да се затворе и клуб угаси. Међутим то није био крај фудбала у Бекешчаби, из пепела претходног клуба родио се ФК Бекешчаба Елере (Békéscsabai Előre FC). Међитим све ове промене су довеле до тога да се клуб морао опет преселити у нижи ранг такмичења. Такмичење у нижем разреду је трајало једну сезону и већ у новој 1992/93 су се нашли на петој позицији прволигашког каравана и стигли до полуфинала мађарског купа где су изгубили од ФК Сомбатхељ Халадаш (0-3, 3-1). Следећа прволигашка 1993/94 сезона је донела још већи успех. Тим из Бекешчабе је заузео трећу позуцију на прволигашкој табели. Ова сезона је остала у трајном сечању навијача бело љубичастих. Ипак трећа позиција на прволигашкој табели је донела и интернационално такмичење у Бекешчабу. Елере је играо у Интертото купу. Елере је изгубио од Оденше, а редом је побеђивао ФК Рапид Беч (3-0), ФК Сион (7-2) и ФК Динамо Дрезден (3-2). Овим се тим квалификовао за Куп Уефа где је играо против ФК Вардара и остварио тесну победу (1-1, 1-0), и онда су наишли на тврд руски орах Камишин (1-6 és 1-0) и тиме је била завршена европска сезона ФК Бекешчабе. Следећа сезона 1994/95 је донела ново пето место на прволигашкој табели, али већ у наредној 1995/96 су морали да се боре за опстанак. У доигравању побеђена је екипа ФК Ракоци Капошвар|Капошвара у две утакмице са 5:0, у првој утакмици је било 0:0, и тиме изборен опстанак у елитном такмичењу. Ова и следећа сезона је донела доста велику промену у играчком кадру, што се и одразило на уиграност екипе. У сезони 1997/98 су опет испали из прволигашког такмичења.

## Двехиљадите
Улазак у нови миленијум клуб је обележио са новим именом ФК Елере Бекешчаба (Előre FC Békéscsaba) и повратком у прволигашко друштво.
Током 2002/03 сезоне Бекешчаба је у плејофу изборио позицију за опстанак и тиме још једну сезону у прволигашком такмичењу. Посета је била прилично добра за прволигашке прилике у Мађарској а плејофског узбуђења је било на претек. Поред довођење новог тренере Лајоша Гарамвелђија, срећна околност опстанку је била и слабљење ФК Хонведа и ФК Дунафера у другом делу сезоне и екипа из Бекешчабе је успела да их победи и извуче драгоцене бодове. Следећу сезону је ФК Елере почела осетно појачана у играчком кадру. Сезона је почела изузетно добро док је импулс трајао тако да су се на крају сезоне опет борили за опстанак у лиги. Заузели су претпоследње 11 место и морали су да играју утакмицу за опстанак против првака из нижеразредног такмичења ФК Ракошпалота. И овај пут су успели за длаку да избегну испадање. После свих ових узбуђења у 2004. нова сезона 2004/05 је донела сензационална одузимања бодова и кажњавање многих прволигашких екипа. Прво је клуб због финансијских тешкоћа продат Дарку Чанадићу, босанском бизнисмену. Овај потез је на моменат поправио финансијску ситуацију у клубу али је довео до сумњивих послова и подмићивања које је нови власник користио да би клубу обезбедио бодове. Све ове малверзације су довеле до кажњавања ФК Елере одузимањем 15 бодова и пребацивањем у нижи разред такмичења. Клуб је остао дужан 44 милиона форинти. Градски оци су у међувремену одузели фудбалски терен и просторије клуба на име дуга, тако да је постојала бојазан да ће град остати без фудбалског клуба. Да се то не би десило Спортско друштво Јамина (Jamina SE) у договору са градским властима је основала нови фудбалски клуб ФК Бекешчаба 1912. Елере (Békéscsaba 1912 Előre SE) и почела је да игра у Трећој мађарској лиги група Алфелд за коју је имала дозволу да учествује.
Одмах прве сезоне, новоосновани тим је успео да освоји прво место у свом рангу такмичења и да пређе у виши ранг, Другу Мађарску фудбалски лигу, група запад. Ова група је опет била изузетно јака, довољно је споменути бивше преволигаше Њиређхазу и Ференцварош. Та надолазећа јесен и није била плодна тако да ни нешто боље пролеће није донело бодове за опстанак у лиги , kiesett az NB II-ből. Тако да је фудбалску сезону 2007/2008 ФК Бекешчаба провела у мађарској фудбалској трећој лиги. Сада је ФК Бекешчаба у новој сезони одредила себи стари циљ, улазак у виши разред такмичења, али са новом тактиком. Позвани су млади талентовани играчи из подмлатка и ојачани са неколицином искусних играча да остваре задати циљ. Тако јеи било, нова младост је помешана са искуством успела да се пласира у виши ранг такмичења, другу мађарску фудбалску лигу.

## Спортски успеси
ФК Бекешчаба је од средине шездесетих година прошлог века непрекидно напредовала, уз мање застоје успела да догура до прве лиге, али нестанком финансијске подршке опет ја пала до варирања између друге и треће лиге из које покушава да се извуче и врати на старе стазе када је био прволигаш.
Хронологија успеха:
- 1968: Екипа се пласирала у другу лигу
- 1970: Спајањем неколицине мањих спортких друштава створио се ФК Елере Спартак
- 1974: Екипа Бекешчабе се пласирала у прву лигу
- 1988: Екипа ФК Бекешчаба је остварила свој до сада највећи успех. Освајач пехара победника мађарског купа (Magyar Népköztársaság Kupát).[12]
- 1993/94: Најбољи до тада резултат Бекешчабе у мађарском прволигашком такмичењу, освајање 3 позиције и учешће у интернационалном такмичењу.

## Стадион
ФК Бекешчаба Елере, домаћи град је Бекешчаба и стадион у шестом округу западног дела града у Болничкој улици (Kórház utca). Ранија места игралишта исто су била у Бекешчаби али у неким другим улицама Чањи улица, Казинци улица и на крају опет Болничка.
Стадион је отворен 31. августа 1974. године, травната површина је са величине 105 × 70 и на трибинама има места за 13.000 гледалаца. До 1988. године није било никакве доградње или побољшања, те године је због учешћа у купу купова додат семафор. Деведесетих година су урађене мање реконструкције на просторијама клуба а тек 2005. године су постављени рефлектори и то тек на захтев Мађарског фудбалског савеза.

### Рекорди
- Званично највећа посета : против ФК Хонведа, 21.000 гледалаца
- Незванично највећа посета: 22.000 гледалаца, 1975. пролећни део првенства против ФК Ференцвароша.[29]

## Клупске статистике[30]

### Позиција на табели
| Година  | Позиција       | Просечна посета по утакмици | Година  | Позиција         | Просечна посета по утакмици |
| ------- | -------------- | --------------------------- | ------- | ---------------- | --------------------------- |
| 1974/75 | 14.            | 14 553                      | 1990/91 | 15.              | 5 667                       |
| 1975/76 | 15.            | 11 877                      | 1991/92 | Друга лига: 1.   | 3 733                       |
| 1976/77 | 13.            | 13 412                      | 1992/93 | 5.               | 6 333                       |
| 1977/78 | 10.            | 11 353                      | 1993/94 | 3.               | 8 333                       |
| 1978/79 | 12.            | 11 236                      | 1994/95 | 5.               | 7 367                       |
| 1979/80 | 14.            | 9 294                       | 1995/96 | 14.              | 5 067                       |
| 1980/81 | 9.             | 8 559                       | 1996/97 | 14.              | 4 765                       |
| 1981/82 | 10.            | 6 412                       | 1997/98 | 17.              | 4 971                       |
| 1982/83 | 16.            | 7 467                       | 1998/99 | Прва Б лига: 13. | -                           |
| 1983/84 | Друга лига: 3. | 4 895                       | 1999/00 | Прва Б лига: 6.  | -                           |
| 1984/85 | 6.             | 7 800                       | 2000/01 | Прва Б лига: 8.  | -                           |
| 1985/86 | 12.            | 7 533                       | 2001/02 | Прва Б лига: 1.  | -                           |
| 1986/87 | 8.             | 10 600                      | 2002/03 | 10.              | 3 668                       |
| 1987/88 | 13.            | 8 867                       | 2003/04 | 11.              | 3 150                       |
| 1988/89 | 7.             | 8 066                       | 2004/05 | 16.              | 2 668                       |
| 1989/90 | 11.            | 6 733                       | 2005/06 | Трећа лига: 1.   | -                           |

| Укупно утакмица | Име играча                |
| --------------- | ------------------------- |
| 361             | Јожеф Пастор              |
| 296             | Атила Керекеш             |
| 270             | Карољ Кираљвари           |
| 240             | Шандор Чато               |
| 228             | Золтан Сенти              |
| 218             | Ђерђ Фабуља               |
| 180             | Михаљ Мрачко              |
| 178             | Јанош Лаза, Михаљ Отлакан |

| Укупно утакмица | Име играча                       |
| --------------- | -------------------------------- |
| 175             | Миклош Чаналош                   |
| 163             | Јожеф Секереш                    |
| 160             | Шандор Вагаш, Золтан Штајгервалд |
| 147             | Адам Куруц, Шандор Кулчар        |
| 134             | Јанош Жемберг                    |
| 132             | Атила Белвон                     |
| 130             | Жолт Кашик                       |

| Укупно утакмица | Име играча                    |
| --------------- | ----------------------------- |
| 126             | Ференц Погач                  |
| 122             | Ласло Будавари                |
| 120             | Иштван Кехалми, Золтан Кањари |
| 114             | Тибор Фодор                   |
| 113             | Ђерђ Жирош, Јанош Сарваш      |
| 112             | Иштван Гуљаш, Тамаш Баји      |
| 101             | Габор Тиса                    |

| Укупно утакмица | Име играча                |
| --------------- | ------------------------- |
| 361             | Јожеф Пастор              |
| 296             | Атила Керекеш             |
| 270             | Карољ Кираљвари           |
| 240             | Шандор Чато               |
| 228             | Золтан Сенти              |
| 218             | Ђерђ Фабуља               |
| 180             | Михаљ Мрачко              |
| 178             | Јанош Лаза, Михаљ Отлакан |

| Укупно утакмица | Име играча                       |
| --------------- | -------------------------------- |
| 175             | Миклош Чаналош                   |
| 163             | Јожеф Секереш                    |
| 160             | Шандор Вагаш, Золтан Штајгервалд |
| 147             | Адам Куруц, Шандор Кулчар        |
| 134             | Јанош Жемберг                    |
| 132             | Атила Белвон                     |
| 130             | Жолт Кашик                       |

| Укупно утакмица | Име играча                    |
| --------------- | ----------------------------- |
| 126             | Ференц Погач                  |
| 122             | Ласло Будавари                |
| 120             | Иштван Кехалми, Золтан Кањари |
| 114             | Тибор Фодор                   |
| 113             | Ђерђ Жирош, Јанош Сарваш      |
| 112             | Иштван Гуљаш, Тамаш Баји      |
| 101             | Габор Тиса                    |

| Голова | Име играча      |
| ------ | --------------- |
| 45     | Јожеф Пастор    |
| 43     | Шандор Кулчар   |
| 41     | Јанош Сарваш    |
| 37     | Шандор Чато     |
| 35     | Адам Куруц      |
| 31     | Карољ Кираљвари |

| Голова | Име играча                  |
| ------ | --------------------------- |
| 30     | Јожеф Секереш               |
| 28     | Шандор Вагаши               |
| 27     | Шандор Будавари             |
| 26     | Ференц Погач, Золтан Кањари |
| 22     | Бела Мелиш                  |
| 18     | Миклош Чаналоши             |

| Голова | Име играча      |
| ------ | --------------- |
| 45     | Јожеф Пастор    |
| 43     | Шандор Кулчар   |
| 41     | Јанош Сарваш    |
| 37     | Шандор Чато     |
| 35     | Адам Куруц      |
| 31     | Карољ Кираљвари |

| Голова | Име играча                  |
| ------ | --------------------------- |
| 30     | Јожеф Секереш               |
| 28     | Шандор Вагаши               |
| 27     | Шандор Будавари             |
| 26     | Ференц Погач, Золтан Кањари |
| 22     | Бела Мелиш                  |
| 18     | Миклош Чаналоши             |

| Година    | Име тренера      |
| --------- | ---------------- |
| 1967—1973 | Шандор Пилер     |
| 1973—1975 | Ђерђ Баболчај    |
| 1975      | Ласло Сита       |
| 1975—1976 | Ђула Сич         |
| 1976—1978 | Калман Месељ     |
| 1978—1980 | Иштван Ондрик    |
| 1980      | Карољ Марошвелђи |

| Година    | Име тренера        |
| --------- | ------------------ |
| 1980—1983 | Ласло Залаји       |
| 1983      | Тамаш Патаки       |
| 1983—1986 | Иштван Шиле        |
| 1986—1989 | Јанош Чанк         |
| 1989—1991 | Тибор Виг          |
| 1991—1996 | Јожеф Пастор       |
| 1996      | Силвију Јоргулеску |

| Година    | Име тренера      |
| --------- | ---------------- |
| 1997      | Ђула Бозаи       |
| 1997—1998 | Јожеф Пастор     |
| 1999—2000 | Атила Ваго       |
| 2001—2002 | Ласло Дајка      |
| 2002      | Јожеф Пастор     |
| 2002      | Габор Шикешди    |
| 2002—2003 | Лајош Гарамвелђи |

| Година    | Име тренера  |
| --------- | ------------ |
| 2003—2004 | Атила Шупка  |
| 2004      | Атила Ваго   |
| 2004—2005 | Ласло Дајка  |
| 2005      | Јанош Пајкош |
| 2005—2006 | Петар Јакаб  |
| 2006—2007 | Шандор Чато  |
| 2007-     | Јанош Сарваш |

| Година    | Име тренера      |
| --------- | ---------------- |
| 1967—1973 | Шандор Пилер     |
| 1973—1975 | Ђерђ Баболчај    |
| 1975      | Ласло Сита       |
| 1975—1976 | Ђула Сич         |
| 1976—1978 | Калман Месељ     |
| 1978—1980 | Иштван Ондрик    |
| 1980      | Карољ Марошвелђи |

| Година    | Име тренера        |
| --------- | ------------------ |
| 1980—1983 | Ласло Залаји       |
| 1983      | Тамаш Патаки       |
| 1983—1986 | Иштван Шиле        |
| 1986—1989 | Јанош Чанк         |
| 1989—1991 | Тибор Виг          |
| 1991—1996 | Јожеф Пастор       |
| 1996      | Силвију Јоргулеску |

| Година    | Име тренера      |
| --------- | ---------------- |
| 1997      | Ђула Бозаи       |
| 1997—1998 | Јожеф Пастор     |
| 1999—2000 | Атила Ваго       |
| 2001—2002 | Ласло Дајка      |
| 2002      | Јожеф Пастор     |
| 2002      | Габор Шикешди    |
| 2002—2003 | Лајош Гарамвелђи |

| Година    | Име тренера  |
| --------- | ------------ |
| 2003—2004 | Атила Шупка  |
| 2004      | Атила Ваго   |
| 2004—2005 | Ласло Дајка  |
| 2005      | Јанош Пајкош |
| 2005—2006 | Петар Јакаб  |
| 2006—2007 | Шандор Чато  |
| 2007-     | Јанош Сарваш |